# I liga urugwajska w piłce nożnej (1908)
- Mistrz Urugwaju 1908: River Plate FC Montevideo
- Wicemistrz Urugwaju 1908: Montevideo Wanderers
- Spadek do drugiej ligi: Intrépido Montevideo, Albion Montevideo
- Awans z drugiej ligi: Colón Fútbol Club, Oriental Montevideo, Central Montevideo

Mistrzostwa Urugwaju w roku 1908 były mistrzostwami rozgrywanymi według systemu, w którym wszystkie kluby rozgrywały ze sobą mecze każdy z każdym u siebie i na wyjeździe, a o tytule mistrza i dalszej kolejności decydowała końcowa tabela. Ponieważ z ligi spadły dwa kluby, a na ich miejsce awansowały trzy kluby, liga zwiększyła się z 10 do 11 klubów.

## Primera División
Klub CURCC Montevideo wycofał się z mistrzostw po 10 kolejkach, natomiast klub Club Nacional de Football wycofał się z rozgrywek po 14 kolejkach. Mecz pomiędzy tymi zespołami nie został rozegrany.

### Końcowa tabela sezonu 1908
| Poz | Klub                      | Mecze | Zw | Rem | Por | Pkt | BrZd | BrStr |
| --- | ------------------------- | ----- | -- | --- | --- | --- | ---- | ----- |
| 1   | River Plate FC Montevideo | 18    | 15 | 1   | 2   | 31  | 42   | 13    |
| 2   | Montevideo Wanderers      | 18    | 12 | 0   | 6   | 24  | 38   | 12    |
| 3   | Club Nacional de Football | 17    | 11 | 2   | 4   | 24  | 34   | 16    |
| 4   | Dublín Montevideo         | 18    | 11 | 2   | 5   | 24  | 32   | 13    |
| 5   | Bristol Montevideo        | 18    | 8  | 1   | 9   | 17  | 33   | 25    |
| 6   | Albion Montevideo         | 18    | 7  | 3   | 8   | 17  | 18   | 36    |
| 7   | CURCC Montevideo          | 17    | 7  | 2   | 8   | 16  | 20   | 6     |
| 8   | Montevideo                | 18    | 8  | 0   | 10  | 16  | 17   | 37    |
| 9   | French Montevideo         | 18    | 4  | 1   | 13  | 9   | 20   | 59    |
| 10  | Intrépido Montevideo      | 18    | 0  | 0   | 18  | 0   | 5    | 42    |